# Dlhá nad Oravou
Dlhá nad Oravou (em húngaro: Dluha) é um município da Eslováquia, situado no distrito de Dolný Kubín, na região de Žilina. Tem 24,31 km² de área e sua população em 2018 foi estimada em 1.444 habitantes.

## Demografia
| Ano:        | 1994 | 2004   | 2014   | 2024   |
| ----------- | ---- | ------ | ------ | ------ |
| Broj ljudi: | 1360 | 1389   | 1394   | 1440   |
| Razlika:    |      | +2,13% | +0,35% | +3,29% |

| Ano:               | 2023 | 2024   |
| ------------------ | ---- | ------ |
| Número de pessoas: | 1441 | 1440   |
| Diferença:         |      | -0,06% |